# تدی کوئینلیوان
تدی کوئینلیوان (به انگلیسی: Teddy Quinlivan) (زاده ۲۲ ژوئن ۱۹۹۴) مدل آمریکایی است.
او یک زن ترنس است.